# Ronnie Spector
Veronica Yvette Greenfield (născută Bennett; n. 10 august 1943, New York City, New York, SUA – d. 12 ianuarie 2022, Danbury⁠(d), Connecticut, SUA), cunoscută profesional drept Ronnie Spector, a fost o cântăreață americană care a înființat formația The Ronettes în 1957 cu sora ei mai mare, Estelle Bennett, și verișoara lor, Nedra Talley. Ronnie a fost liderul grupului, în timp ce producătorul Phil Spector a produs majoritatea înregistrărilor lor. Cei doi s-au căsătorit în 1968 și s-au despărțit în 1972.